# Saison 1 de Kung Fu Panda : L'Incroyable Légende
Chronologie
Saison 2
Cet article présente les épisodes de la première saison de la série télévisée d'animation américaine Kung Fu Panda : L'Incroyable Légende (Kung Fu Panda: Legends of Awesomeness).

## Généralités
Aux États-Unis, les deux premiers épisodes ont été diffusés en exclusivité avant le lancement officiel de la série, soit le 19 septembre 2011 pour le premier épisode et le 21 octobre 2011 pour le deuxième.
En France, TF1 a fait de même en diffusant deux épisodes le 14 décembre 2011 dans l'émission jeunesse TFou puis la diffusion se poursuit depuis le 21 mars 2012.

### Synopsis
La série suit les aventures de Po et ses camarades.

## Distribution des voix

### Personnages principaux
- Mick Wingert (en) (VF : Pascal Nowak) : Po Ping, Evil Po (Po Diabolique en V.F) dans l'épisode "Po, tout en Yin et Yang" et l'interprète du générique
- Fred Tatasciore (VF : Philippe Ariotti) : Maître Shifu
- Kari Wahlgren (VF : Laura Blanc) : Maître Tigresse
- James Sie (VF : William Coryn) : Maître Singe
- Amir Talai (VF : Olivier Podesta) : Maître Grue
- Lucy Liu (VF : Nathalie Spitzer) : Maître Vipère
- Max Koch (VF : Xavier Fagnon) : Maître Mante
- James Hong (VF : Michel Tureau) : M. Ping

## Liste des épisodes

### Épisode 1:Le Dard de scorpion
- États-Unis : 19 septembre 2011
- France :
- 14 décembre 2011 sur TF1
- 3 mars 2013 sur Nickelodeon France

### Épisode 2:La Princesse capricieuse
- États-Unis : 21 octobre 2011
- France :
- 21 mars 2012 sur TF1
- 10 mars 2013 sur Nickelodeon France

### Épisode 3:La Boulette
- États-Unis : 7 novembre 2011
- France :
- 14 décembre 2011 sur TF1
- 3 mars 2013 sur Nickelodeon France

### Épisode 4:Réaction en chaîne
- États-Unis : 8 novembre 2011
- France :
- 21 mars 2012 sur TF1
- 17 mars 2013 sur Nickelodeon France

### Épisode 5:Perte de mémoire pour les cinq Cyclones
- États-Unis : 9 novembre 2011
- France :
- 28 mars 2012 sur TF1
- 24 mars 2013 sur Nickelodeon France

### Épisode 6:Un sacré coco de croco
- États-Unis : 10 novembre 2011
- France :
- 2 mai 2012 sur TF1
- 6 mai 2013 sur Nickelodeon France

### Épisode 7:Mante et Hao Ming
- États-Unis : 11 novembre 2011
- France :
- 25 avril 2012 sur TF1
- 21 avril 2013 sur Nickelodeon France

### Épisode 8:Le Marteau sacré de Leï-Lang
- États-Unis : 18 novembre 2011
- France :
- 30 mai 2012 sur TF1
- 16 juin 2013 sur Nickelodeon France

### Épisode 9:Le Retour de Fenghuang
- États-Unis : 26 novembre 2011
- France :
- 11 avril 2012 sur TF1
- 7 avril 2013 sur Nickelodeon France

### Épisode 10:Po, tout en Yin et Yang
- États-Unis : 26 novembre 2011
- France :
- 9 mai 2012 sur TF1
- 19 mai 2013 sur Nickelodeon France

### Épisode 11:Les Mains du Lotus en feu
- États-Unis : 27 novembre 2011
- France :
- sur TF1
- 14 avril 2013 sur Nickelodeon France

### Épisode 12:Un rhino plutôt furax
- États-Unis : 27 novembre 2011
- France :
- 4 avril 2012 sur TF1
- 31 mars 2013 sur Nickelodeon France

### Épisode 13:Monsieur Ping
- États-Unis : 28 novembre 2011
- France :
- 20 juin 2012 sur TF1
- 8 septembre 2013 sur Nickelodeon France

### Épisode 14:Le Fantôme d'Oogway
- États-Unis : 29 novembre 2011
- France :
- 27 juin 2012 sur TF1
- 14 septembre 2013 sur Nickelodeon France

### Épisode 15: Peng, petit génie du kung fu
- États-Unis : 30 novembre 2011
- France :
- sur TF1
- 21 septembre 2013 sur Nickelodeon France

### Épisode 16: Les Demoiselles aux ombrelles
- États-Unis : 1er décembre 2011
- France :
- sur TF1
- 22 septembre 2013 sur Nickelodeon France

### Épisode 17:Po, le grand frère
- États-Unis : 2 décembre 2011
- France :
- 6 juin 2012 sur TF1
- 7 septembre 2013 sur Nickelodeon France

### Épisode 18:Le Fan-club de Po
- États-Unis : 9 décembre 2011
- France :
- 9 mai 2012 sur TF1
- 12 mai 2013 sur Nickelodeon France

### Épisode 19:La Journée du défi
- États-Unis : 16 décembre 2011
- France :
- 2 mai 2012 sur TF1
- 28 avril 2013 sur Nickelodeon France

### Épisode 20:Maître Yao
- États-Unis : 30 décembre 2011
- France :
- 16 mai 2012 sue TF1
- 26 mai 2013 sur Nickelodeon France

### Épisode 21: Le casque du coup de tonnerre fulgurant
- États-Unis : 16 janvier 2012
- France :
- sur TF1
- 28 septembre 2013 sur Nickelodeon France

### Épisode 22: Kwan l'indestructible
- États-Unis : 31 mars 2012
- France :
- sur TF1
- 6 octobre 2013 sur Nickelodeon France

### Épisode 23:Un amour empoisonné
- États-Unis : 2 avril 2012
- France :
- 16 mai 2012 sur TF1
- 2 juin 2013 sur Nickelodeon France

### Épisode 24:La Peluche
- États-Unis : 3 avril 2012
- France :
- 23 mai 2012 sur TF1
- 9 juin 2013 sur Nickelodeon France

### Épisode 25:Le père de Shifu
- États-Unis : 4 avril 2012
- France :
- sur TF1
- 15 septembre 2013 sur Nickelodeon France

### Épisode 26: Le roi des voleurs
- États-Unis : 5 avril 2012
- France :
- sur TF1
- 29 septembre 2013 sur Nickelodeon France